# موز لوکک
موسی لوکک (نام علمی: Musa lokok) نام یک گونه از سرده موز است.